# Cantón de Gacé
El cantón de Gacé era una división administrativa francesa, que estaba situada en el departamento de Orne y la región de Baja Normandía.

## Composición
El cantón estaba formado por catorce comunas:
- Chaumont
- Cisai-Saint-Aubin
- Coulmer
- Croisilles
- Gacé
- La Fresnaie-Fayel
- La Trinité-des-Laitiers
- Le Sap-André
- Mardilly
- Ménil-Hubert-en-Exmes
- Neuville-sur-Touques
- Orgères
- Résenlieu
- Saint-Evroult-de-Montfort

## Supresión del cantón de Gacé
En aplicación del Decreto nº 2014-247 de 25 de febrero de 2014, el cantón de Gacé fue suprimido el 22 de marzo de 2015 y sus 14 comunas pasaron a formar parte del nuevo cantón de Vimoutiers.